# جورج بينيت (سياسي)
جورج بينيت هو سياسي كندي، ولد في 1888، وتوفي في 29 فبراير 1948 في وندسور في كندا. نشط حزبياً في Co-operative Commonwealth Federation ‏. وقد انتخب عضو برلمان مقاطعة أونتاريو.